# دمتریوس ویکلاس
دمتریوس ویکلاس (یونانی: Δημήτριος Βικέλας؛ ۱۵ فوریهٔ ۱۸۳۵ – ۲۰ ژوئیهٔ ۱۹۰۸) اولین رئیس کمیته بین‌المللی المپیک از سال ۱۸۹۴ تا ۱۸۹۶ بود.
وی دوران کودکی را در یونان و قسطنطنیه (استانبول امروزی) گذراند، در شهر لندن ازدواج کرد اما به‌خاطر همسرش به شهر پاریس نقل مکان کرد و رمان‌ها، داستان‌های کوتاه و مقالاتی متعددی را منتشر کرد که شهرت قابل توجهی کسب کرد. در سال ۱۸۹۶ پیر دو کوبرتن جایگزین وی در کمیته بین‌المللی المپیک شد و طرح راه‌اندازی بازی‌های المپیک را در آتن یونان مطرح کرد و ویکلاس به عنوان رئیس کمیته مسابقات معرفی شد. پس از برگزاری بازی‌های المپیک وی در آتن باقی ماند و در سال ۱۹۰۸ درگذشت.